# Rishangles
Rishangles est un village et une paroisse civile du Suffolk, en Angleterre.